# International Naturist Federation
L'International Naturist Federation, in italiano Federazione Naturista Internazionale (INF-FNI) è la federazione che raccoglie a livello internazionale l'associazionismo naturista dei singoli paesi.

## Storia
Nasce dal Primo Congresso Naturista Internazionale tenutosi al North Kent Club England nel 1951, e viene ufficialmente costituita nel corso del terzo Congresso Naturista Internazionale tenutosi nel 1953 a Vendays-Montalivet in Francia.
Attualmente ha sede a Horsching (Austria), raccoglie federazioni e associazioni naturiste in 51 differenti nazioni in tutto il mondo e si occupa della promozione del Naturismo e del coordinamento delle associazioni su un livello internazionale. Rilascia i bollini per le tessere che permettono l'accesso alle strutture naturiste associate.
L'Italia è presente attraverso la Federazione naturista italiana (FENAIT), che a sua volta raccoglie le varie associazioni naturiste italiane.